# Trình tự tăng cường (di truyền)

Trong di truyền học, trình tự tăng cường hay enhancer là một đoạn DNA ngắn (50–1500 bp) có thể được gắn với các protein (các chất hoạt hóa) giúp làm tăng khả năng phiên mã
của một gen cụ thể. Các protein này thường được gọi là các yếu tố phiên mã. Trình tự tăng cường là hoạt động theo kiểu cis. Chúng có thể nằm cách xa gen đến 1kmp (1.000.000 bp), ngược dòng hoặc xuôi dòng từ vị trí bắt đầu. Có hàng trăm ngàn trình tự tăng cường trong bộ gen của con người. Các trình tự này được tìm thấy ở cả sinh vật nhân chuẩn và sinh vật nhân sơ.
Phát hiện đầu tiên của một trình tự tăng cường nhân chuẩn là trong gen chuỗi nặng globulin miễn dịch vào năm 1983.
1. DNA
2. Enhancer
3. Promoter
4. Gen
5. Protein hoạt hóa phiên mã
6. Protein trung gian
7. RNA Polymerase

Trên đây là một sơ đồ bốn bước mô tả việc sử dụng một enhancer. Trong trình tự DNA này, các protein được gọi là yếu tố phiên mã liên kết với trình tự tăng cường và làm tăng hoạt động của promoter.

Trình tự tăng cường này, nằm trong intron lớn, giải thích tại sao promoter gen Vh khi đã sắp xếp lại thì hoạt động trong khi các promoter của gen Vh chưa sắp xếp vẫn không hoạt động.

## Vị trí
Trong các tế bào nhân chuẩn, phức hợp chất cấu tạo nên nhiễm sắc thể có cấu trúc cuộn xoắn giống như cấu trúc DNA siêu xoắn ở sinh vật nhân sơ, vì vậy mặc dù trình tự tăng cường có thể xa gen về mặt chiều dài tuyến tính, nhưng về mặt không gian thì nó lại gần với promoter và gen. Điều này cho phép nó tương tác với các yếu tố phiên mã chung và RNA polymerase II. Cơ chế tương tự cũng đúng với trình tự tắt trong hệ gen của bọn nhân chuẩn. Trình tự tắt là trình tự đối nghịch với trình tự tăng cường, khi kết hợp với các yếu tố phiên mã thích hợp gọi là các chất ức chế, chúng sẽ ức chế sự phiên mã của gen. Trình tự tắt và trình tự tăng cường có thể ở gần nhau hoặc thậm chí có thể là cùng là một vùng và chỉ được phân biệt bởi yếu tố phiên mã mà chúng liên kết với.
Trình tự tăng cường có thể nằm ở ngược dòng hoặc xuôi dòng của gen mà nó điều chỉnh. Hơn nữa, trình tự tăng cường không cần phải được đặt gần vị trí bắt đầu phiên mã để ảnh hưởng đến phiên mã, vì một số trình tự đã được tìm thấy cách vài trăm nghìn cặp base ở ngược dòng hoặc xuôi dòng từ điểm bắt đầu. Các trình tự tăng cường không tác động lên vùng promoter, nhưng sẽ gắn với các protein hoạt hóa. Các protein hoạt hóa này tương tác với phức hợp trung gian, nó sẽ tuyển dụng polymerase II và các yếu tố phiên mã chung để sau đó bắt đầu phiên mã các gen. Trình tự tăng cường cũng có thể được tìm thấy trong các intron. Ngoài ra, trình tự tăng cường có thể được cắt bỏ và đưa vào những vị tríkhác trong nhiễm sắc thể, và vẫn ảnh hưởng đến phiên mã gen. Đó là một lý do mà đa hình intron có thể có ảnh hưởng mặc dù chúng không được dịch mã. Các trình tự tăng cường cũng có thể được tìm thấy ở vùng exon của một gen không liên quan những chúng vẫn có thể tác động lên các gen nằm trên các nhiễm sắc thể khác.
Trình tự tăng cường sẽ gắn với protein p300-CBP và vị trí của chúng có thể được dự đoán bằng cách sử dụng ChIP-seq với họ protein đồng hoạt hóa này.